# Liste der Attentate auf Adolf Hitler
Die Liste der Attentate auf Adolf Hitler umfasst verschiedene dokumentierte, geplante und teils durchgeführte Anschläge durch Einzelpersonen, Gruppen oder Institutionen auf das Leben des NS-Diktators Adolf Hitler vor und während des Zweiten Weltkriegs. Die tatsächliche Anzahl der Attentate bzw. Attentatsversuche kann aufgrund einer möglichen Dunkelziffer nicht genau ermittelt werden. Der Autor Will Berthold (1924–2000) veröffentlichte 1981 ein Buch mit dem Titel Die 42 Attentate auf Adolf Hitler. Das Werk enthält 42 geplante oder verübte Attentate auf Hitler. Andere Quellen gehen von mindestens 39 Attentaten aus, die dokumentiert sind.
Die vor dem Ausbruch des Zweiten Weltkriegs ausgeführten oder geplanten Attentate waren teilweise durch politisch motivierte Einzelpersonen oder Gruppen verübt bzw. geplant worden, der aussichtsreichste Versuch war jedoch der der Septemberverschwörung durch Teile der Wehrmacht im Jahr 1938. Nach Ausbruch des Krieges waren bis auf den Anschlag durch Georg Elser alle Planer und Ausführer der Attentate Angehörige der Wehrmacht.
Als Gründe für die vermehrten Attentate durch Wehrmachtsoffiziere gelten die sich durch die dilettantische Kriegsführung Hitlers (z. B. die Haltebefehle) abzeichnende Niederlage ohne Aussicht auf Friedensschluss, das Bekanntwerden von Massenmorden (besonders im Osten; siehe auch Zeitgenössische Kenntnis vom Holocaust) und die wachsende Einsicht in die verbrecherische Art der vom NS-Regime befohlenen Kriegführung.
Die nachfolgende Listung von ausgeführten bzw. nicht ausgeführten oder abgebrochenen Attentaten ist aufgeteilt in die Zeit vor dem Krieg (sechs Attentate) und ab Kriegsbeginn am 1. September 1939 (15 Attentate). Sie umfasst in einer dritten Teilliste weiters vier nicht einwandfrei belegbare Attentate und ist als nicht abgeschlossen zu betrachten.

## 30. Januar 1933 bis 31. August 1939
| Datum              | Beschreibung |
| ------------------ | --- |
| 9. Februar 1933    | Adolf Hitler erhält von Ludwig Aßner (einem Ex-Kommunisten) einen vergifteten Brief, der jedoch aufgrund einer Warnung per Telegramm abgefangen wird. |
| 1934               | Eine oppositionelle Gruppe um Helmuth Mylius in Berlin plant einen Anschlag. Vor der Ausführung werden die Attentäter verhaftet; was mit ihnen geschah, ist unbekannt. |
| 1934               | Der Schriftsteller Edgar Jung als führender Protagonist der oppositionellen „Kanzlei-Gruppe“, der als Redenschreiber von Vizekanzler Franz von Papen Zugang zum Diktator hat, plant Hitler zu erschießen, führt seine Absicht aber nicht aus, da seine Mitverschwörer befürchten, dass dies Hitler zum Märtyrer machen und die Umsturzpläne der Gruppe gefährden könnte.              |
| Frühjahr 1938      | Der Diplomat Wilhelm Freiherr von Ketteler, enger Mitarbeiter des ehemaligen Vizekanzlers und Botschafter in Wien Franz von Papen und jungkonservativer Gegner des Nationalsozialismus im „Edgar-Jung-Kreis“, plant, Hitler bei seinem Einzug in Wien zu erschießen. Ketteler wird jedoch schon vor Hitlers Eintreffen in Wien vom SD ermordet.                                       |
| 28. September 1938 | Während der sogenannten Septemberverschwörung soll Hitler in der Reichskanzlei durch einen Stoßtrupp unter der Führung von Hauptmann Friedrich Wilhelm Heinz und Korvettenkapitän Franz-Maria Liedig erschossen werden. Als Hitler jedoch auf der Münchner Konferenz einer friedlichen Lösung der Sudetenfrage zustimmt, entfällt der Hauptgrund für den Umsturz für die Verschwörer. |
| 9. November 1938   | Der Schweizer Maurice Bavaud will Hitler beim Gedenkmarsch zur Münchner Feldherrnhalle erschießen. Das Attentat scheitert, weil er nicht nah genug an Hitler herankommt. |

## 1. September 1939 bis 30. April 1945
| Datum             | Beschreibung |
| ----------------- | --- |
| 8. November 1939  | Bombenattentat im Münchner Bürgerbräukeller durch Georg Elser. Hitler entgeht dem Anschlag, da er den Bürgerbräukeller dreizehn Minuten vor der Explosion verlässt. |
| 11. November 1939 | Erich Kordt will sich mit Hitler in der Reichskanzlei in die Luft sprengen. Als Folge des missglückten Anschlags von Georg Elser sind die Sicherheitsvorkehrungen dermaßen verschärft worden, dass Oberst Hans Oster keinen Sprengstoff beschaffen kann. |
| 27. Juni 1940     | An diesem Tag soll eine Wehrmachtsparade auf den Champs-Élysées (Paris) stattfinden, bei der Hitler im Vorbeifahren von Fritz-Dietlof Graf von der Schulenburg und Eugen Gerstenmaier erschossen werden soll. Da Hitler bereits am 23. Juni 1940 Paris besucht, wird die geplante Parade abgesagt. |
| 21. Mai 1941      | Generalfeldmarschall Erwin von Witzleben kann Hitler zu einem Besuch in Paris überreden. An diesem Tag soll die verpasste Chance vom Juni 1940 nachgeholt und Hitler erschossen werden. Hitler sagt seinen Besuch (sehr wahrscheinlich wegen des Balkanfeldzuges) kurzfristig ab. |
| 13. März 1943     | Auf dem Rückflug von einem Frontbesuch besucht Hitler in Smolensk das Hauptquartier der Heeresgruppe Mitte. Oberst Henning von Tresckow hat sich einen dreiteiligen Plan ausgedacht, um Hitler zu töten. - Unter Leitung von Major Georg von Boeselager sollen einige Eingeweihte Hitler in einem Wäldchen auf dem Weg vom Flughafen zum Hauptquartier abfangen und liquidieren. Hitler wird durch eine bewaffnete SS-Eskorte bewacht; der Plan wird daraufhin fallen gelassen. - Beim Mittagessen wollen Tresckow, Boeselager und andere auf ein Zeichen aufstehen und mit Pistolen auf Hitler feuern. Der Oberbefehlshaber der Heeresgruppe, Generalfeldmarschall Günther von Kluge, wusste von dem Plan und hatte auch grundsätzlich zugestimmt. Als aber klar wurde, dass Himmler nicht mit anwesend sein würde, verbot Kluge das Attentat, da er einen möglichen Bürgerkrieg zwischen SS und Heer vermeiden wollte. Zumindest wollte er, dass so etwas „nicht in seinem Verantwortungsbereich“ getan werden sollte, und die Offiziere seines Stabes gehorchten seinem Verbot. - Als letztes Mittel gibt Tresckow einem Begleitoffizier eine als verpackter Likör getarnte Zeitbombe mit Langzeitzünder mit, die auf dem Rückflug über Polen in Hitlers Focke-Wulf Fw 200 („Condor“) explodieren soll. Das Päckchen mit dem Sprengstoff wird im Frachtraum des Flugzeuges deponiert, wo es vereist und dadurch der Zündmechanismus versagt. Die eingeweihten Mitverschwörer in Berlin warten vergeblich auf die Meldung vom Absturz Hitlers. Fabian von Schlabrendorff fliegt sofort nach Deutschland, um das Corpus Delicti unerkannt wieder an sich zu bringen. |
| 21. März 1943     | Bei der Eröffnung einer Ausstellung sowjetischer Beutewaffen in Berlin will sich Rudolf-Christoph Freiherr von Gersdorff mit Hitler, Göring, Himmler, Keitel und Dönitz in die Luft sprengen. Hitler verlässt bereits nach zehn Minuten die Ausstellung; Gersdorff kann gerade noch rechtzeitig die Zeitzünder entschärfen. |
| 16. Dezember 1943 | An diesem Tag wollte sich Major Axel von dem Bussche gemeinsam mit Hitler bei der Vorführung neuer Wehrmachtsuniformen in die Luft sprengen. Der geplante Termin wird abgesagt, weil die Uniformen bei einem alliierten Luftangriff vernichtet wurden. |
| 1944              | Der britische Agent Eddie Chapman hat im Jahr 1944 dem britischen Geheimdienst angeboten, Hitler bei einer Veranstaltung mit einer Bombe zu töten und dabei sein eigenes Leben zu opfern. Das Angebot wurde von der MI5-Führung unter anderem wegen der kriminellen Vergangenheit Chapmans abgelehnt. Außerdem erschien möglicherweise Hitler der britischen Führung wegen seiner mittlerweile irrationalen Kriegsstrategie „lebend nützlicher als tot“. |
| 1944              | Die „Operation Foxley“ war ein Plan zur Ermordung von Adolf Hitler, der vom britischen Special Operations Executive (SOE) konzipiert wurde. Obwohl detaillierte Vorbereitungen getroffen wurden, wurde kein Versuch unternommen, den Plan auszuführen. |
| 11. Februar 1944  | Die im Dezember abgesagte Vorführung von Wehrmachtsuniformen soll an diesem Tag stattfinden. Diesmal will sich der Leutnant Ewald Heinrich von Kleist während der Vorführung auf Hitler stürzen und sich mit ihm in die Luft sprengen. Auch dieser Versuch scheitert, weil Hitler den Termin kurz vorher absagt. |
| 11. März 1944     | Rittmeister Eberhard von Breitenbuch (Ordonnanzoffizier von Generalfeldmarschall Ernst Busch) plant, Hitler bei einem Besuch auf dem Berghof zu erschießen. Dazu versteckt er eine zweite Pistole in seiner Hose. Er will Hitler aus nächster Nähe direkt in den Kopf schießen. Die SS-Leibwache lässt nur die Generäle zu Hitler; die Ordonnanzoffiziere müssen der Besprechung fernbleiben. |
| 7. Juli 1944      | Die mehrfach abgesagte Vorführung von Wehrmachtsuniformen findet im Schloss Kleßheim bei Salzburg statt. Hellmuth Stieff soll das Attentat verüben. Stieff versagen jedoch die Nerven. Er fühlt sich außerstande, das Attentat auszuführen. |
| 11. Juli 1944     | Oberst Claus Schenk Graf von Stauffenberg (Stabschef des Ersatzheeres) wird zu einem Vortrag auf den Berghof zitiert. In seiner Aktentasche befindet sich eine Bombe. Diese soll allerdings nur dann gezündet werden, wenn mit Hitler auch Göring und Himmler getötet werden können. Doch an diesem Tag nimmt Himmler nicht am Vortrag teil, und die Mitverschwörer in Berlin sagen das Attentat ab. |
| 15. Juli 1944     | Nur vier Tage später versucht es Stauffenberg erneut. Diesmal soll das Bombenattentat im Führerhauptquartier Wolfsschanze bei Rastenburg in Ostpreußen ausgeführt werden. Allerdings ist Himmler wieder nicht anwesend, was Stauffenberg verschlüsselt nach Berlin funkt. General Beck will abwarten und das Attentat verschieben. General Olbricht und Oberst Mertz von Quirnheim überzeugen Stauffenberg jedoch, Hitler allein umzubringen. Als Stauffenberg wieder den Vortragsraum betritt, erfährt er, dass Hellmuth Stieff die Aktentasche entfernt hat (wahrscheinlich um zu verhindern, dass die Bombe zufällig gefunden wird). Stauffenberg funkt dies sofort an Olbricht, der in Berlin bereits das Unternehmen Walküre ausgelöst hat. Im letzten Moment kann Quirnheim die Mobilisierung als „Übung“ abbrechen. |
| 20. Juli 1944     | Der mehrfach verschobene Sprengstoffanschlag auf Hitler wird von Oberst Claus Schenk Graf von Stauffenberg im Führerhauptquartier Wolfsschanze bei Rastenburg in Ostpreußen ausgeführt. Weder Himmler noch Göring sind in der Baracke, in der die Bombe explodiert, anwesend. Durch eine Reihe von Zufällen wird Hitler dabei nur leicht verletzt. Dieses Attentat ist der letzte bekannte, nachweisbare Versuch, Adolf Hitler zu töten. Am 30. April 1945 begeht Hitler in Berlin Selbstmord. |

## Nicht einwandfrei belegbare Attentate
Die nachfolgende Auflistung enthält Attentate oder Planungen zu Attentaten, die zwar von verschiedenen Quellen genannt werden, aber entweder nicht einwandfrei zu belegen sind oder bei denen es sich nicht zweifelsfrei um ein Attentat handelt.
| Datum              | Beschreibung |
| ------------------ | --- |
| 17. April 1933     | Eine unbekannte Person in SA-Uniform und mit geladener Waffe wird auf dem Obersalzberg verhaftet. Die Identität sowie das Schicksal des Mannes bleiben unbekannt. Ob hier wirklich ein Attentat auf Hitler geplant war, lässt sich nicht mehr mit Sicherheit feststellen. |
| 10. September 1939 | General Kurt von Hammerstein-Equord wird am 10. September 1939 Oberbefehlshaber der Armeeabteilung A. Er bemüht sich sofort, Hitler zu einem Truppenbesuch an einen der ihm unterstehenden Standorte zu bewegen. An General Ludwig Beck übermittelt er, dass es dabei zu einem „tragischen Unfall“ kommen soll. Der Besuch findet jedoch nicht statt. Am 21. September 1939 wird Hammerstein-Equord pensioniert. Ob dieses Attentat wirklich jemals geplant war, lässt sich nicht mehr mit absoluter Sicherheit feststellen. Alle Angaben beruhen auf den sehr widersprüchlichen Aussagen eines britischen Agenten. |
| 20. November 1943  | Hans-Erdmann Schönbeck behauptete nach dem Krieg, er habe bei Hitlers Besuch in der Jahrhunderthalle von Breslau am 20. November 1943 überlegt auf ihn zu schießen. Er saß sechs Stuhlreihen hinter diesem und war bewaffnet (eigentlich um Hitler zu schützen). Doch dann habe er davon Abstand genommen, da er von SS-Angehörigen umgeben war und fürchtete nicht lebend bis zum Diktator gelangen zu können sowie außerdem um seine Familie Angst gehabt habe. |
| 23. April 1945     | Nach dem Krieg behauptet Albert Speer, dass er Hitler bei seinem letzten Besuch im Führerbunker durch ein Gasattentat töten wollte. Ob diese Behauptung stimmt oder Speer im Nürnberger Prozess nur seinen Kopf retten wollte, kann nicht zweifelsfrei festgestellt werden. |